# Iulian Arhire
Iulian Arhire (n. 17 martie 1976, Galați, România) este un fost mijlocaș român de fotbal. A debutat în Liga 1 pe 4 martie 1995 în meciul Oțelul Galați - Inter Sibiu 1-0. Ultima dată a jucat la clubul Gloria Bistrița. După retragerea din fotbal el a devenit om de afaceri.

## Activitate
- Constant Galați (1994-1995)
- Oțelul Galați (1995-1998)
- FC Pohang Steelers (1999)
- Alania Vladikavkaz (2000)
- Zimbru Chișinău (2000)
- Dinamo București (2001)
- Zimbru Chișinău (2001-2002)
- Metalurg Donețk (2002-2003)
- Politehnica Iași (2004-2006)
- Oțelul Galați (2006)
- Unirea Urziceni (2007)
- Gloria Bistrița (2008)

## Legături extrne
- Profilul lui Iulian Arhire pe romaniansoccer.ro